# Super Rugby Pacific 2022
Il Super Rugby Pacific 2022 fu la 27ª edizione del Super Rugby, torneo professionistico annuale di rugby a 15 tra franchigie delle federazioni neozelandese e australiana, per la prima volta allargato a squadre in rappresentanza delle isole del Pacifico Figi, Samoa, Tonga e Isole Cook. Dopo l'uscita dalla competizione delle squadre sudafricane, confluite nello United Rugby Championship, il Super Rugby ha assunto una connotazione geografica legata esclusivamente all'area dell'Oceano Pacifico che è stata evidenziata nel nuovo nome della competizione.

## Formato
Il torneo, organizzato congiuntamente dalle federazioni rugbistiche australiana e neozelandese, prevedeva una stagione regolare di 15 giornate seguito dai play-off a eliminazione diretta. Durante la stagione regolare ogni squadra ha giocato 14 incontri, di cui 7 in casa e 7 in trasferta contro le altre formazioni. Le prime 8 classificate si sono qualificate ai quarti di finale, seguiti da semifinale e finale. Le squadre meglio classificate durante la stagione regolare hanno mantenuto il diritto di giocare in casa le partite dei play-off.

## Squadre partecipanti e ambiti territoriali
| Paese         | Squadra        | Sede         | Area                                                              |
| ------------- | -------------- | ------------ | ----------------------------------------------------------------- |
| Australia     | Brumbies       | Canberra     | Territorio della Capitale Australiana                             |
| Australia     | Rebels         | Melbourne    | Stato di Victoria                                                 |
| Australia     | Reds           | Brisbane     | Stato del Queensland                                              |
| Australia     | Waratahs       | Sydney       | Stato del Nuovo Galles del Sud                                    |
| Australia     | Western Force  | Perth        | Stato dell'Australia Occidentale                                  |
| Nuova Zelanda | Blues          | Auckland     | Regioni di Auckland e Northland                                   |
| Nuova Zelanda | Chiefs         | Hamilton     | Regioni di Waikato, Baia dell'Abbondanza e Taranaki               |
| Nuova Zelanda | Crusaders      | Christchurch | Regioni di Canterbury, West Coast, Marlborough, Tasman, Nelson    |
| Nuova Zelanda | Highlanders    | Dunedin      | Regioni di Otago e Southland                                      |
| Nuova Zelanda | Hurricanes     | Wellington   | Regioni di Wellington, Manawatu-Wanganui, Baia di Hawke, Gisborne |
| Figi          | Fijian Drua    | Suva         | Figi                                                              |
| Nuova Zelanda | Moana Pasifika | Auckland     | Tonga, Samoa, Isole Cook, Figi, Oceania                           |

## Stagione regolare
Il calendario della competizione, annunciato il 16 novembre del 2021 e modificato varie volte in seguito all'evolversi delle restrizioni dovute alla pandemia di COVID-19, prevedeva una fase iniziale in cui le sei squadre del gruppo con base in Nuova Zelanda (compresi i Moana Pasifika) si sono incontrte esclusivamente fra di loro; analogamente le cinque squadre australiane e i Fijian Drua hanno giocato tra di loro in Australia. Solo nella seconda parte della stagione, dalla nona giornata e in base all'evoluzione dell'emergenza sanitaria, si sono svolti gli incroci tra i due gruppi geografici.
La prima partita della stagione, prevista a Dunedin il 18 febbraio 2022 tra gli esordienti Moana Pasifika e i Blues vincitori del Super Rugby Trans-Tasman del 2021, è stata subito rinviata per alcune positività al COVID-19 nella squadra isolana. Anche la partita della seconda giornata dei Moana Pasifika è stata rinviata per lo stesso motivo.
Tutte le partite della 10ª giornata, la prima con incontri incrociati tra squadre neozelandesi e australiane, sono state giocate nel fine settimana dal 22 al 24 aprile all'AAMI Park di Melbourne.

### Risultati
|            | 1ª giornata                   |       |
| ---------- | ----------------------------- | ----- |
| 18-02-2022 | Waratahs — Fijan Drua         | 40-10 |
| 19-02-2022 | Chiefs — Highlanders          | 26-16 |
| 19-02-2022 | Crusaders — Hurricanes        | 42-32 |
| 19-02-2022 | Reds — Rebels                 | 23-5  |
| 20-02-2022 | Brumbies — Western Force      | 29-23 |
| rip.       | Moana Pasifika, Blues         |       |
|            |                               |       |
|            | 4ª giornata                   |       |
| 11-03-2022 | Blues — Highlanders           | 32-20 |
| 11-03-2022 | Rebels — Brumbies             | 17-36 |
| 12-03-2022 | Crusaders — Chiefs            | 21-24 |
| 12-03-2022 | Reds — Fijan Drua             | 33-28 |
| 12-03-2022 | Waratahs — Western Force      | 22-17 |
| rip.       | Moana Pasifika, Hurricanes    |       |
|            |                               |       |
|            | 7ª giornata                   |       |
| 29-03-2022 | Moana Pasifika — Blues        | 19-32 |
| 01-04-2022 | Crusaders — Highlanders       | 17-14 |
| 01-04-2022 | Fijan Drua — Waratahs         | 14-38 |
| 02-04-2022 | Blues — Moana Pasifika        | 46-16 |
| 02-04-2022 | Reds — Brumbies               | 21-7  |
| 03-04-2022 | Hurricanes — Chiefs           | 29-30 |
| rip.       | Western Force, Rebels         |       |
|            |                               |       |
|            | 10ª giornata                  |       |
| 22-04-2022 | Chiefs — Waratahs             | 51-27 |
| 23-04-2022 | Blues — Fijian Drua           | 35-18 |
| 23-04-2022 | Hurricanes — Reds             | 30-17 |
| 24-04-2022 | Highlanders — Brumbies        | 17-28 |
| 24-04-2022 | Crusaders — Rebels            | 42-17 |
| rip.       | Moana Pasifika, Western Force |       |
|            |                               |       |
|            | 13ª giornata                  |       |
| 13-05-2022 | Highlanders — Western Force   | 61-10 |
| 13-05-2022 | Brumbies — Crusaders          | 26-37 |
| 14-05-2022 | Fijian Drua — Moana Pasifika  | 34-19 |
| 14-05-2022 | Blues — Reds                  | 53-26 |
| 14-05-2022 | Waratahs — Hurricanes         | 18-22 |
| 15-05-2022 | Rebels — Chiefs               | 30-33 |

|            | 2ª giornata                               |       |
| ---------- | ----------------------------------------- | ----- |
| 25-02-2022 | Highlanders — Crusaders                   | 19-34 |
| 25-02-2022 | Waratahs — Reds                           | 16-20 |
| 26-02-2022 | Brumbies — Fijan Drua                     | 42-3  |
| 26-02-2022 | Blues — Hurricanes                        | 32-33 |
| 26-02-2022 | Rebels — Western Force                    | 3-28  |
| rip.       | Moana Pasifika, Chiefs                    |       |
|            |                                           |       |
|            | 5ª giornata                               |       |
| 18-03-2022 | Brumbies — Reds                           | 16-12 |
| 19-03-2022 | Fijan Drua — Western Force                | 18-20 |
| 19-03-2022 | Moana Pasifika — Chiefs                   | 12-59 |
| 19-03-2022 | Waratahs — Rebels                         | 24-09 |
| rip.       | Highlanders, Crusaders, Blues, Hurricanes |       |
|            |                                           |       |
|            |                                           |       |
|            | 8ª giornata                               |       |
| 08-04-2022 | Highlanders — Moana Pasifika              | 37-17 |
| 08-04-2022 | Western Force — Rebels                    | 21-22 |
| 09-04-2022 | Hurricanes — Crusaders                    | 21-24 |
| 09-04-2022 | Chiefs — Blues                            | 0-25  |
| 19-03-2022 | Fijan Drua — Brumbies                     | 12-33 |
| rip.       | Waratahs, Reds                            |       |
|            |                                           |       |
|            |                                           |       |
|            | 11ª giornata                              |       |
| 29-04-2022 | Reds — Chiefs                             | 25-27 |
| 29-04-2022 | Western Force — Blues                     | 18-22 |
| 30-04-2022 | Fijan Drua — Highlanders                  | 24-27 |
| 30-04-2022 | Waratahs — Crusaders                      | 24-21 |
| 30-04-2022 | Rebels — Moana Pasifika                   | 26-22 |
| 01-05-2022 | Brumbies — Hurricanes                     | 42-25 |
|            |                                           |       |
|            | 14ª giornata                              |       |
| 13-05-2022 | Highlanders — Western Force               | 61-10 |
| 13-05-2022 | Brumbies — Crusaders                      | 26-37 |
| 14-05-2022 | Fijan Drua — Moana Pasifika               | 34-19 |
| 14-05-2022 | Blues — Reds                              | 53-26 |
| 14-05-2022 | Waratahs — Hurricanes                     | 18-22 |
| 15-05-2022 | Rebels — Chiefs                           | 30-33 |

|            | 3ª giornata                    |       |
| ---------- | ------------------------------ | ----- |
| 04-03-2022 | Moana Pasifika — Crusaders     | 12-33 |
| 04-03-2022 | Fijan Drua — Rebels            | 31-26 |
| 04-03-2022 | Western Force — Reds           | 16-29 |
| 05-03-2022 | Blues — Chiefs                 | 24-22 |
| 05-03-2022 | Hurricanes - Highlanders       | 21-14 |
| 05-03-2022 | Brumbies — Waratahs            | 27-20 |
|            |                                |       |
|            | 6ª giornata                    |       |
| 25-03-2022 | Moana Pasifika — Hurricanes    | 24-19 |
| 25-03-2022 | Rebels — Fijan Drua            | 42-27 |
| 25-03-2022 | Western Force — Brumbies       | 38-39 |
| 26-03-2022 | Highlanders — Blues            | 25-32 |
| 26-03-2022 | Chiefs - Crusaders             | 19-34 |
| 05-03-2022 | Reds — Waratahs                | 32-20 |
|            |                                |       |
|            | 9ª giornata                    |       |
| 12-04-2022 | Hurricanes — Moana Pasifika    | 53-12 |
| 15-04-2022 | Crusaders — Blues              | 23-27 |
| 15-04-2022 | Rebels — Reds                  | 32-36 |
| 16-04-2022 | Chiefs — Moana Pasifika        | 45-12 |
| 16-04-2022 | Highlanders - Hurricanes       | 21-22 |
| 16-04-2022 | Western Force — Waratahs       | 24-41 |
| rip.       | Brumbies e Fijan Drua          |       |
|            |                                |       |
|            | 12ª giornata                   |       |
| 06-05-2022 | Blues — Rebels                 | 71-29 |
| 06-05-2022 | Reds — Highlanders             | 19-27 |
| 07-05-2022 | Moana Pasifika — Waratahs      | 20-26 |
| 07-05-2022 | Chiefs — Brumbies              | 28-38 |
| 07-05-2022 | Western Force - Crusaders      | 15-53 |
| 08-05-2022 | Hurricanes — Fijan Drua        | 67-5  |
|            |                                |       |
|            | 15ª giornata                   |       |
| 24-05-2022 | Moana Pasifika — Western Force | 28-48 |
| 27-05-2022 | Crusaders — Reds               | 28-15 |
| 28-05-2022 | Fijan Drua — Chiefs            | 34-35 |
| 28-05-2022 | Moana Pasifika — Brumbies      | 32-22 |
| 28-05-2022 | Waratahs - Blues               | 17-20 |
| 28-05-2022 | Western Force — Hurricanes     | 27-22 |
| 29-05-2022 | Rebels - Highlanders           | 31-30 |

### Classifica generale
|  |     | Squadra        | G  | V  | N | P  | PF  | PS  | P±   | MF | MS | BM | BS | Pt |
|  | --- | -------------- | -- | -- | - | -- | --- | --- | ---- | -- | -- | -- | -- | -- |
|  | 1.  | Blues          | 14 | 13 | 0 | 1  | 472 | 264 | 208  | 64 | 38 | 5  | 1  | 58 |
|  | 2.  | Crusaders      | 14 | 11 | 0 | 3  | 470 | 268 | 202  | 64 | 33 | 5  | 3  | 52 |
|  | 3.  | Chiefs         | 14 | 10 | 0 | 4  | 453 | 348 | 105  | 62 | 42 | 4  | 1  | 45 |
|  | 4.  | Brumbies       | 14 | 10 | 0 | 4  | 404 | 306 | 98   | 55 | 36 | 3  | 1  | 44 |
|  | 5.  | Hurricanes     | 14 | 8  | 0 | 6  | 441 | 330 | 111  | 64 | 42 | 3  | 4  | 39 |
|  | 6.  | Waratahs       | 14 | 8  | 0 | 6  | 365 | 317 | 48   | 45 | 39 | 2  | 4  | 38 |
|  | 7.  | Reds           | 14 | 8  | 0 | 6  | 342 | 327 | 15   | 46 | 39 | 1  | 2  | 35 |
|  | 8.  | Highlanders    | 14 | 4  | 0 | 10 | 348 | 345 | 3    | 43 | 45 | 2  | 5  | 23 |
|  | 9.  | Western Force  | 14 | 4  | 0 | 10 | 326 | 443 | −117 | 42 | 61 | 2  | 5  | 23 |
|  | 10. | Rebels         | 14 | 4  | 0 | 10 | 320 | 469 | −149 | 39 | 65 | 0  | 4  | 20 |
|  | 11. | Fijian Drua    | 14 | 2  | 0 | 12 | 261 | 518 | −257 | 30 | 75 | 0  | 4  | 12 |
|  | 12. | Moana Pasifika | 14 | 2  | 0 | 12 | 267 | 514 | −247 | 37 | 76 | 0  | 2  | 10 |

- Il sistema di punteggio prevede 4 punti per la vittoria, 2 punti per il pareggio, 0 punti per la sconfitta. Alla squadra che segna 3 o più mete rispetto all'avversario, indipendentemente dal risultato finale, viene assegnato 1 punto di bonus; alla squadra che perde la partita con 7 o meno punti viene assegnato 1 punto bonus.
- In caso di parità nei punti in classifica, la graduatoria tiene conto nell'ordine di:

1. maggior numero di partite vinte
2. differenza punti segnati/subiti
3. maggior numero di mete segnate
4. differenza tra mete segnate e subite

## Play-off
|  | Quarti di finale | Quarti di finale | Quarti di finale |           |          | Semifinali | Semifinali | Semifinali |  |  | Finale | Finale | Finale |
|  |                  |                  |                  |           |          |            |            |            |  |  |        |        |        |
|  | 1                | Blues            | 35               |           |          |            |            |            |  |  |        |        |        |
|  | 8                | Highlanders      | 6                |           |          |            |            |            |  |  |        |        |        |
|  | 8                | Highlanders      | 6                |           | 1        | Blues      | 20         |            |  |  |        |        |        |
|  |                  |                  |                  |           | 1        | Blues      | 20         |            |  |  |        |        |        |
|  |                  | 4                | Brumbies         | 19        |          |            |            |            |  |  |        |        |        |
|  | 4                | 4                | Brumbies         | 19        | Brumbies | 35         |            |            |  |  |        |        |        |
|  | 4                |                  |                  |           | Brumbies | 35         |            |            |  |  |        |        |        |
|  | 5                | Hurricanes       | 25               |           |          |            |            |            |  |  |        |        |        |
|  |                  |                  |                  |           |          |            |            |            |  |  | 1      | Blues  | 7      |
|  |                  |                  | 2                | Crusaders | 21       |            |            |            |  |  |        |        |        |
|  | 2                | Crusaders        | 37               |           |          |            |            |            |  |  |        |        |        |
|  | 7                | Reds             | 15               |           |          |            |            |            |  |  |        |        |        |
|  | 7                | Reds             | 15               |           | 2        | Crusaders  | 20         |            |  |  |        |        |        |
|  |                  |                  |                  |           | 2        | Crusaders  | 20         |            |  |  |        |        |        |
|  |                  | 3                | Chiefs           | 7         |          |            |            |            |  |  |        |        |        |
|  | 3                | 3                | Chiefs           | 7         | Chiefs   | 39         |            |            |  |  |        |        |        |
|  | 3                |                  |                  |           | Chiefs   | 39         |            |            |  |  |        |        |        |
|  | 6                | Waratahs         | 15               |           |          |            |            |            |  |  |        |        |        |

### Quarti di finale
| Arbitro: | Brendon Pickerill |

|                                                                        |      |                                         |
| Will Jordan 15’ Richie Mo'unga 57’ Sevu Reece 65’ Tamaiti Williams 74’ | mt   | 25’ Suliasi Vunivalu 43’ Filipo Daugunu |
| Richie Mo'unga 16’, 58’, 66’, 76’                                      | tr   | 44’ Lawson Creighton                    |
| Richie Mo'unga 10’, 32’, 39’                                           | c.p. | 6’ Lawson Creighton                     |

| Arbitro: | Nic Berry |

|                                                                               |      |                                  |
| Brad Weber 6’, 64’ Luke Jacobson 22’ Alex Nankivell 34’ Pita Gus Sowakula 71’ | mt   | 8’ Dylan Pietsch 46’ Will Harris |
| Bryn Gatland 7’, 23’, 36’, 72’                                                | tr   | 10’ Tane Edmed                   |
| Bryn Gatland 3’, 40+1’                                                        | c.p. | 19’ Tane Edmed                   |

| Arbitro: | Angus Gardner |

|                                                                             |      |                     |
| Akira Ioane 31’ Beauden Barrett 35’, 48’ AJ Lam 59’ Roger Tuivasa-Sheck 69’ | mt   |                     |
| Stephen Perofeta 32’, 37’, 49’, 60’, 70’                                    | tr   |                     |
|                                                                             | c.p. | 4’, 30’ Marty Banks |

| Arbitro: | Paul Williams |

|                                                                 |      |                                       |
| Folau Fainga'a 25’ Irae Simone 31’ Tom Banks 64’ Tom Wright 74’ | mt   | 17’, 39’ Joshua Moorby                |
| Noah Lolesio 66’, 76’ Nic White 33’                             | tr   |                                       |
| Noah Lolesio 8’, 48’, 61’                                       | c.p. | 4’, 11’, 23’, 35’, 42’ Jordie Barrett |

### Semifinali
| Arbitro: | Nic Berry |

|                         |      |                   |
| Cullen Grace 23’, 35’   | mt   | 27’ Angus Ta'avao |
| Richie Mo'unga 25’, 37’ | tr   | 28’ Bryn Gatland  |
| Richie Mo'unga 6’, 9’   | c.p. |                   |

| Arbitro: | Ben O'Keeffe |

|                                   |      |                                          |
| Hoskins Sotutu 23’ Mark Talea 34’ | mt   | 3’ Irae Simone 59’, 76’ Lachlan Lonergan |
| Stephen Perofeta 24’, 36’         | tr   | 4’, 78’ Noah Lolesio                     |
| Stephen Perofeta 10’, 21’         | c.p. |                                          |

### Finale
| Arbitro: | Ben O'Keeffe |

| |              | |
| Finlay Christie 59’ | mt           | 40’ Bryn Hall 76’ Sevu Reece |
| Stephen Perofeta 60’ | tr           | 40+1’ Richie Mo'unga |
| | c.p.         | 30’, 46’ Richie Mo'unga |
| | drop         | 13’ Richie Mo'unga |
| · Stephen Perofeta · AJ Lam · Rieko Ioane · Roger Tuivasa-Sheck 45’ · Mark Talea 78’ · Beauden Barrett · Finlay Christie 72’ · Hoskins Sotutu 40’ 44’ · Adrian Choat 47’ · Akira Ioane · Tom Robinson · Josh Goodhue 45’ · Nepo Laulala 54’ · Kurt Eklund 54’ · Alex Hodgman 54’ | Formazioni   | · Will Jordan · Sevu Reece · Jack Goodhue · 68’ David Havili · 68’ Leicester Fainga'anuku · Richie Mo'unga · 59’ Bryn Hall · Cullen Grace · 78’ Tom Christie · 78’ Pablo Matera · Sam Whitelock · Scott Barrett · 52’ Oli Jager · 59’ Codie Taylor · 59’ George Bower |
| · Soane Vikena 54’ · Karl Tu'inukuafe 54’ · Ofa Tu'ungafasi 54’ · Luke Romano 45’ · Dalton Papalii 40’ 44’ 47’ · Sam Nock 72’ · Bryce Heem 45’ · Zarn Sullivan 78’ | Sostituzioni | · 59’ Brodie McAlister · 59’ Tamaiti Williams · 52’ Fletcher Newell · 78’ Quinten Strange · Corey Kellow · 59’ Mitchell Drummond · 68’ Braydon Ennor · 68’ George Bridge                                                                                              |